# Hägelberg
Hägelberg ist der westlichste Ortsteil der Gemeinde Steinen im Landkreis Lörrach. Am 1. Januar 1975 wurde das 6,44 Quadratkilometer große Gebiet eingemeindet. Der Ort gilt aufgrund seiner exponierten Lage und seines Panoramablickes als Naherholungsgebiet im Vorderen Wiesental.

## Lage und Geografie
Das Haufendorf Hägelberg liegt vom Wald umschlossen auf einer Hochfläche am Rande des Schwarzwaldes rund 100 Höhenmeter über dem Wiesental. Einzige Straße für den motorisierten Individualverkehr in den Ort ist die Ortsverbindungsstraße, welche die nördliche Verlängerung der Ortsdurchfahrt von Steinen ist. In Steinen trägt sie den Namen Kirchstraße und geht in Hägelberg in die Untere Dorfstraße über. Von Hägelberg fließt der Lochmattbach in den Steinenbach, einem Nebenfluss der Wiese. Hägelberg liegt rund zwei Kilometer von Steinen entfernt.
Das Gemarkungsgebiet weist 75 % Waldfläche auf und erstreckt sich in Richtung der Scheideck zum 704 m hohen Munzenberg hin, dessen Gipfel auf dem Gebiet von Kandern liegt. Die zahlreichen Quellen bilden den Eckpfeiler der Wasserversorgung für die gesamte Gemeinde – sie decken rund zwei Drittel des gesamten Wasserbedarfs der Gemeinde Steinen ab.
Die besiedelte Fläche erstreckt sich zwischen 424 m am Dorfgemeinschaftshaus im Süden und reicht bis knapp 500 m am nördlichen Waldrand. 

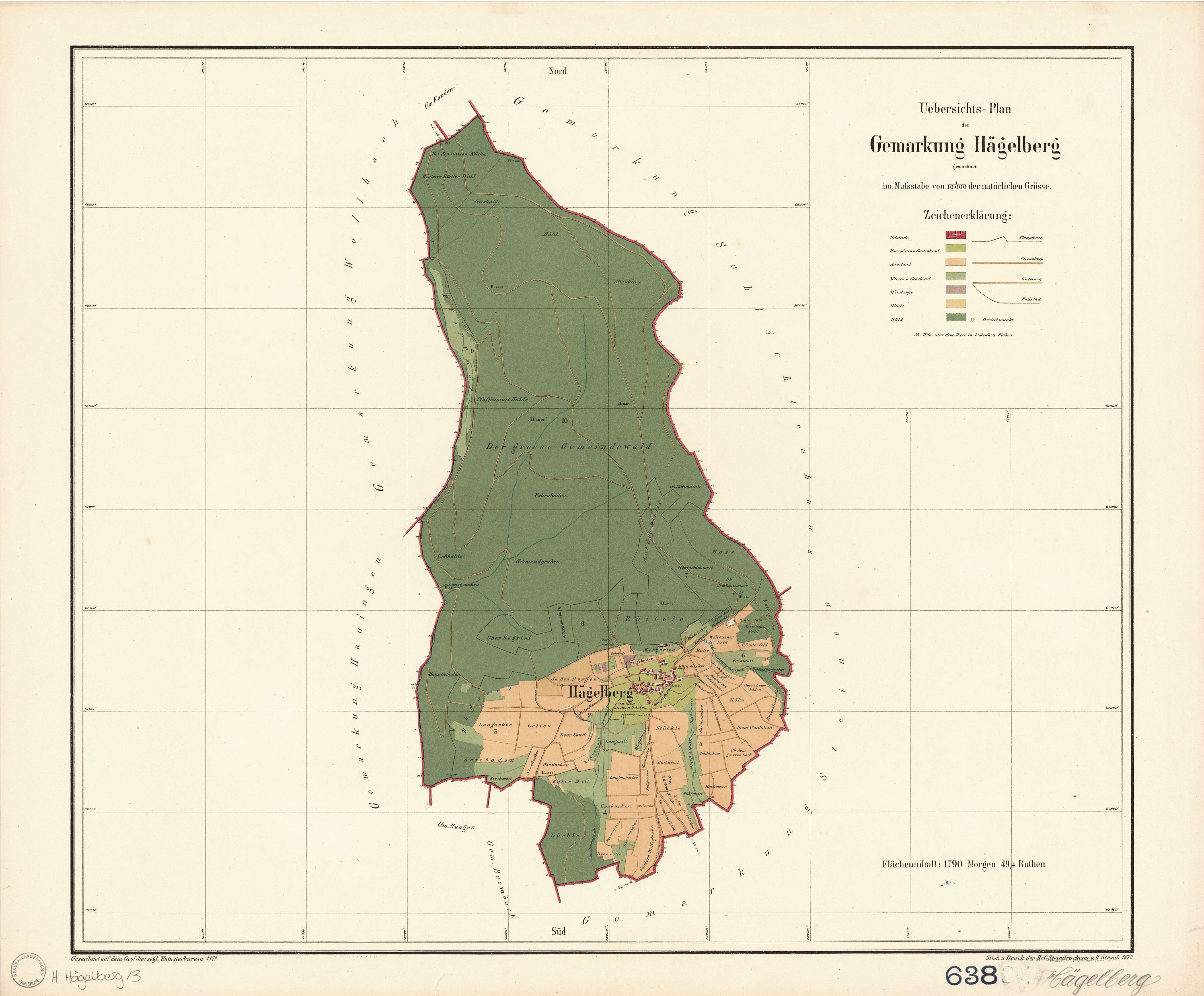
Karte von Hägelberg (1872)

| Wollbach (Stadtteil von Kandern) | Kandern                                     | Schlächtenhaus (Ortsteil von Steinen) |
|                                  | Kompassrose, die auf Nachbargemeinden zeigt | Schlächtenhaus (Ortsteil von Steinen) |
| Hauingen (Stadtteil von Lörrach) | Steinen                                     | Steinen                               |

## Geologie
Hägelbergs Gemarkung gehört geologisch zum Weitenauer Bergland, Hier lagern am Fuße des Grundgebirgsschwarzwalds, von diesem durch die Schwarzwaldsüdrandverwerfung Kandern–Raitbach getrennt, Buntsandsteintafeln (Entegast, Scheinberg, Stechpalmen-Scholle, Hägelberg-Scholle, Munzenberg) auf einem Sockel von Schichten des Oberrotliegenden. Zwischen diesen Tafelbergen und dem Anstieg des Grundgebirgsschwarzwaldes erstreckt sich – jenseits der Gemarkung – von der Scheideck bis zum Maibergpass auf tonigem Rotliegend eine gerodete, landwirtschaftlich genutzte Ausräumungszone.
Auf einer der zum Schwarzwald hin leicht ansteigenden Tafeln, die in Nord-Süd-Richtung verlaufende Täler begrenzt werden, hat sich das Dorf angesiedelt und zwar auf einem die Buntsandsteintone überlagernden, etwa 30 m mächtigen Reststück von Unterem Muschelkalk, der hier noch nicht der Abtragung anheimgefallen ist. Die vom Muschelkalk entblößten Plateaus aller andern Buntsandsteintafeln blieben, mit Ausnahme vom Rechberg, wo ebenfalls ein Muschelkalkrest überdauert hat, dem Wald überlassen. Der Farbumschlag rot/graubraun auf dem Acker am W-Ende des Schöne-Aussichtsweges markiert grob das Niveau der Auflagerung des Unteren Muschelkalks, der auch am Wegrand entlang des Waldes ansteht. Wenig unterhalb dieses Niveaus existiert ein Quellhorizont über den stauenden Buntsandstein-Tonen. Hier treten die Quellen der Bäche des Schüpflin-, Lochmatt- und Neumattgrabens aus.
Die Buntsandsteinplatte von Hägelberg wird im Westen vom Heilisaubachtal begrenzt, im Osten durch das Tal des Klosterbachs. Beide Bäche haben sich so tief eingeschnitten, dass im Talraum noch stellenweise das Oberrotliegend zutage tritt. Auf Hägelberger Gemarkung ist dies der Fall unterhalb der Vereinigung von Siegenbach und Pfaffmattbach und in dessen Tälchen. Das Oberrotliegend, hier genauer als Weitenau-Formation klassifiziert, besteht aus braunroten Sand- und Tonsteinen und wurde bereits im Erdaltertum (vor 275-269 Mio. Jahren) abgelagert. Neuerdings werden die Sandsteine unmittelbar über dem Rotliegenden dem ebenfalls noch ins Erdaltertum gehörende Zechstein, hier, genauer, der Wiesental-Formation zugeordnet. Sie bilden mit dem Oberrotliegend am Rande der Gemarkung in der Heilisau und an den Hängen um den Alten Schlag die Sockelzone der Buntsandsteintafel. Der Buntsandstein ist vor rund 250 Mio. Jahren als Schwemmlandsediment entstanden, der Untere Muschelkalk vor 247-241 Mio. Jahren in einem Flachmeer abgesetzt worden.
Im Wald über dem Dorf lagern vom Rüttele bis zur Stelle und im Westen bis zum Distrikt Ober-Hägstel sehr alte Schotter, die Hinterlassenschaft eines Flusses des älteren Eiszeitalters. Die Hänge unterhalb des Dorfes sind zum Teil mit Löss führendem Hanglehm bedeckt, was der Bodenqualität zugutekommt. Der Flurname Letten dagegen deutet auf die schweren Böden auf den Tonen des Oberen Buntsandsteins hin.
Das Überdauern der Hägelberger Muschelkalkdecke ist der relativ tiefen tektonischen Lage zu verdanken. Westlich einer nordwestlich verlaufenden, bei der Maulburger Alsbachtalmündung einsetzenden Verwerfung lagern die Buntsandsteintafeln deutlich tiefer, was von der B317 aus gut zu erkennen ist. Außerdem fällt die Hägelbergscholle stärker nach Süden ein, so dass der Anstieg nach Hägelberg mehr oder weniger in der Falllinie bewältigt werden kann, was am steilen Scheinberghang völlig unmöglich ist.

## Geschichte

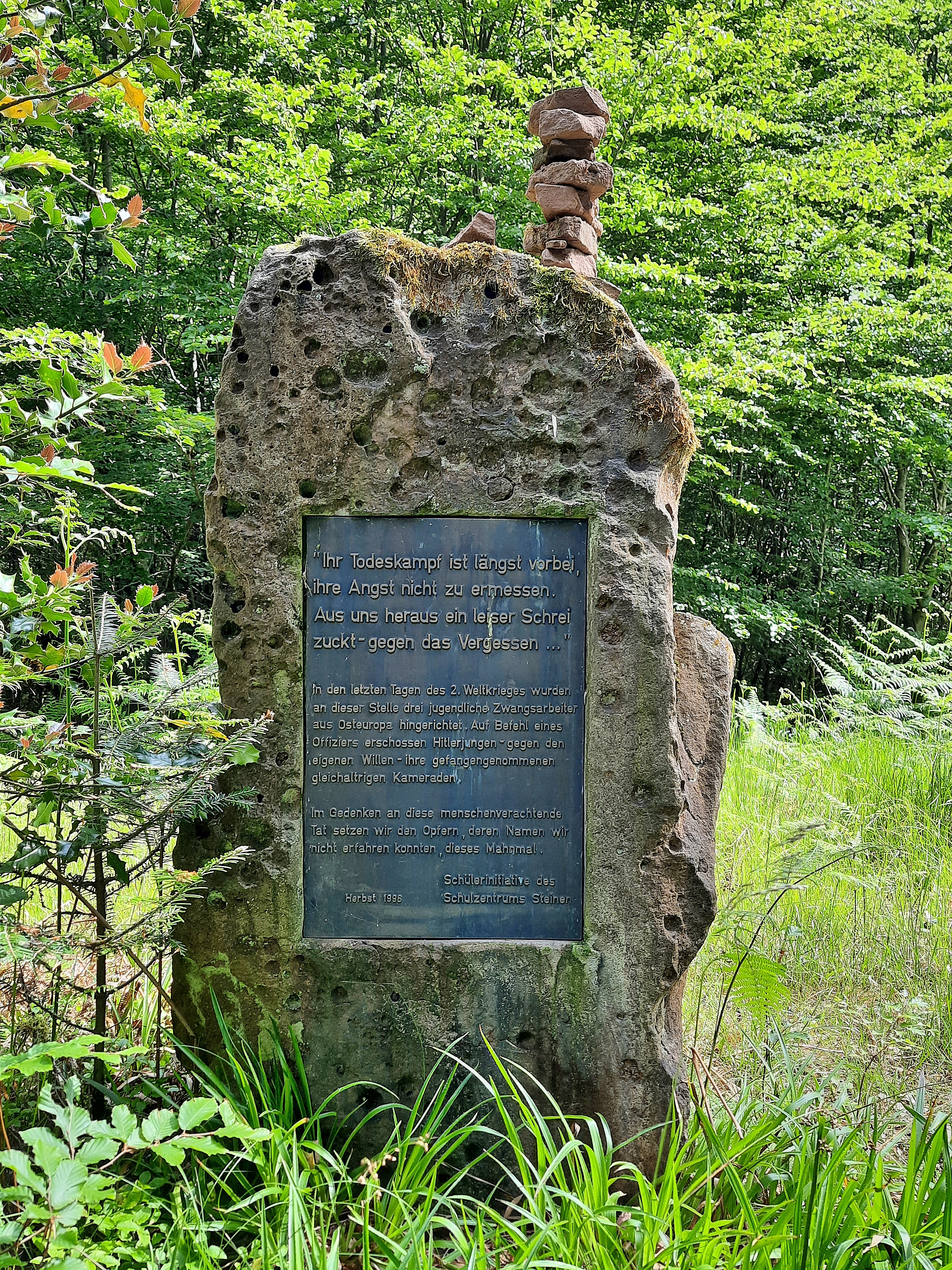
Gedenkstein für die drei am 25. April 1945 ermordeten Zwangsarbeiter.

### Von Gründung bis zum 19. Jahrhundert
Nach einer Kopialüberlieferung aus dem 16. Jahrhundert ist die Ersterwähnung des Ortes Hägelberg als Hegniberg auf das Jahr 1113 datiert. Walcho von Waldeck gab seinen Besitz an das Kloster St. Blasien. Später kam die Herrschaft über den Ort an die Markgrafen von Hachberg-Sausenberg, und von 1503 gehörte der Ort zur Vogtei Steinen. 1464 wird eine Kapelle in Hägelberg als Filiale von Steinen erwähnt. Die Kapelle wurde 1838 zusammen mit dem alten Schulhaus an einen Privatmann verkauft. Bis 1809 gehörte es dem badischen Oberamt Rötteln an und wurde danach zur selbständigen Gemeinde mit einem großen Buchenwaldbestand.
Während des Heckeraufstand 1848 kamen Friedrich Hecker und seine Gefolgsleute auch durch Hägelberg und hielten in dem Ort Rast.

### 20. und 21. Jahrhundert
Kurz vor Ende des Zweiten Weltkrieges errichteten Angehörige der nationalsozialistischen Werwolfbewegung im Hägelberger Wald einen Unterstand. Zusammen mit einer Einheit die bei Elbenschwand im Gebiet des Zeller Blauen agierte, sollten sie Sabotageakte gegen die französischen Besatzungstruppen durchführen, wozu es allerdings nicht mehr kam.
Um den Standort der Unterstände geheim zu halten, sollten die zum Bau hinzugezogenen Zwangsarbeiter auf Anweisung des Anführers der Werwolf-Gruppe, Kurt Rahäuser, ermordet werden. Während zwei Zwangsarbeitern die Flucht gelang, wurden bei Steinen-Hägelberg um den 25. April 1945 drei und in Elbenschwand in der heutigen Gemeinde Kleines Wiesental fünf Zwangsarbeiter durch die jugendlichen Werwölfe ermordet.
Zur Erinnerung wurde 1996 am Tatort im Hägelberger Wald  ein Gedenkstein gesetzt.
Durch einen erhöhten Zuzug erfuhr Hägelberg insbesondere Anfang der 1970er Jahre einen sprunghaften Anstieg an Einwohnern. Am 1. Januar 1975 wurde es im Rahmen der Gebietsreform in Baden-Württemberg gemeinsam mit den anderen Ortsteilen zur neuen Gemeinde Steinen zusammengeschlossen.
Als Folge einer erfolgreichen Bürgerinitiative, die „Energie in Bürgerhand“ zu behalten und das Dorf mit Wärme aus Biomasse zu versorgen, wurde 2011 das 5,3 Kilometer lange Nahwärmenetz erstellt, so dass ab 2012 Hägelberg die Kriterien als Bioenergiedorf erfüllt. 2016 wurde eine neue Mehrzweckhalle (Dorfgemeinschaftshaus) im Ort errichtet.

## Politik

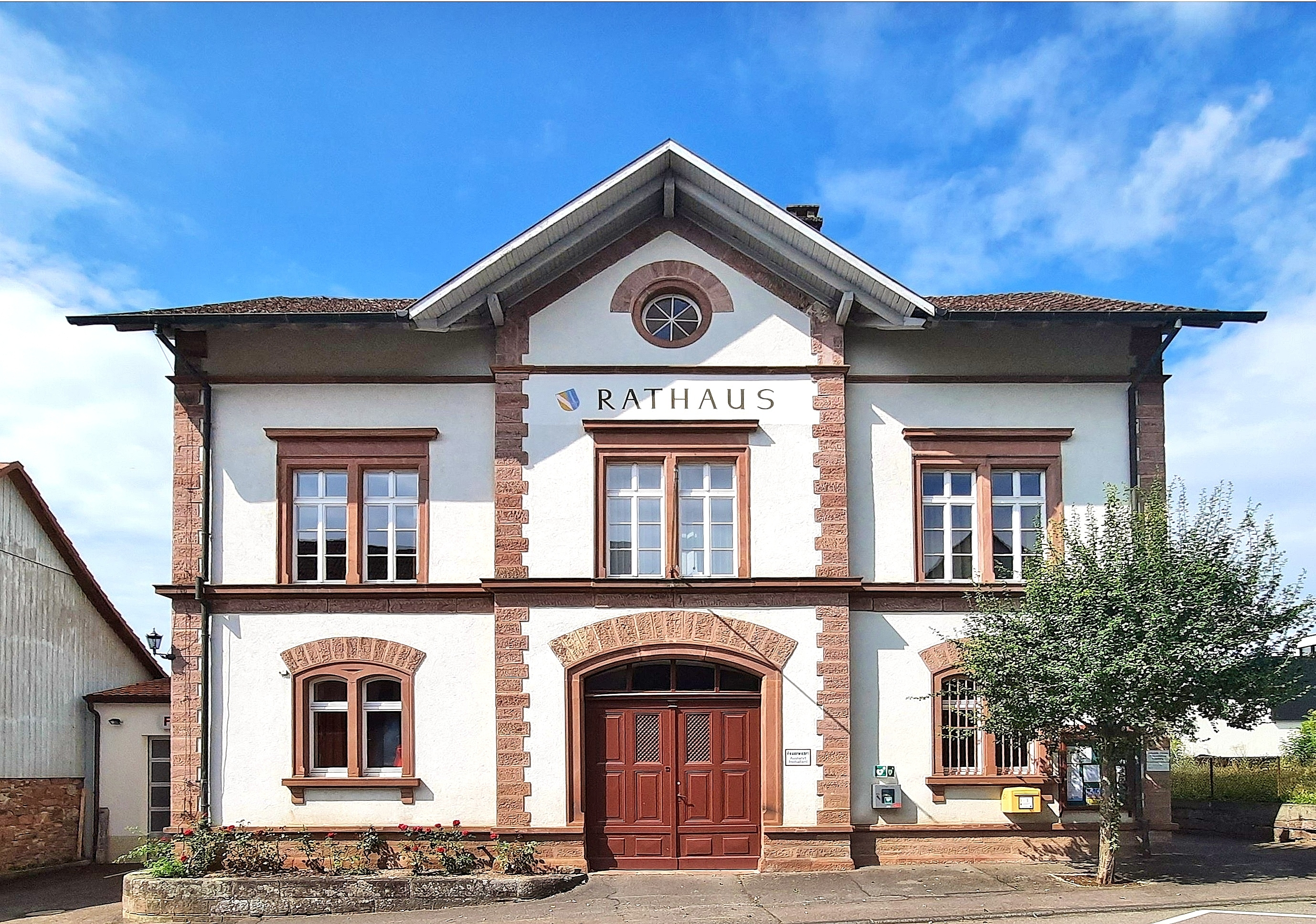
Ehemaliges Rathaus von Hägelberg - heute Sitz der Ortsverwaltung Steinen-Hägelberg.

### Ortschaftsrat
Hägelberg verfügt über einen Ortschaftsrat, der von einer Ortsvorsteherin angeführt und einer Stellvertretung unterstützt wird. Dem Rat gehören sieben Mitglieder an. Sitz des Ortschaftsrates ist die Ortsverwaltung in der Unteren Dorfstraße 16.

### Wappen
Blasonierung: „In gespaltenem Schild, vorn das badische Wappen, hinten in Blau ein goldenes Schwert.“ Das badische Wappen symbolisiert die jahrhundertelange Landeshoheit. Das Schwert (Ritterdegen) bezieht sich auf eine lokale Sage. Diese berichtet von der Rettung eines Röttler Herren vor Wilderern durch einen Bürger Hägelbergs, wofür die Gemeinde einen Wald und einen Ritterdegen erhielt. Die Gemeinde hat das Wappen 1908 angenommen.

## Bevölkerung

### Einwohner
Die Zahl der Einwohner Hägelbergs entwickelte sich wie folgt:
| Jahr | Einwohner |
| ---- | --------- |
| 1813 | 208       |
| 1852 | 292       |
| 1871 | 273       |
| 1880 | 341       |
| 1890 | 336       |
| 1900 | 368       |
| 1910 | 334       |
| 1925 | 346       |
| 1933 | 324       |

| Jahr | Einwohner |
| ---- | --------- |
| 1939 | 289       |
| 1950 | 325       |
| 1956 | 309       |
| 1961 | 395       |
| 1970 | 511       |
| 1980 | 576       |
| 1990 | 653       |
| 2007 | 746       |
| 2017 | 680       |

### Religion

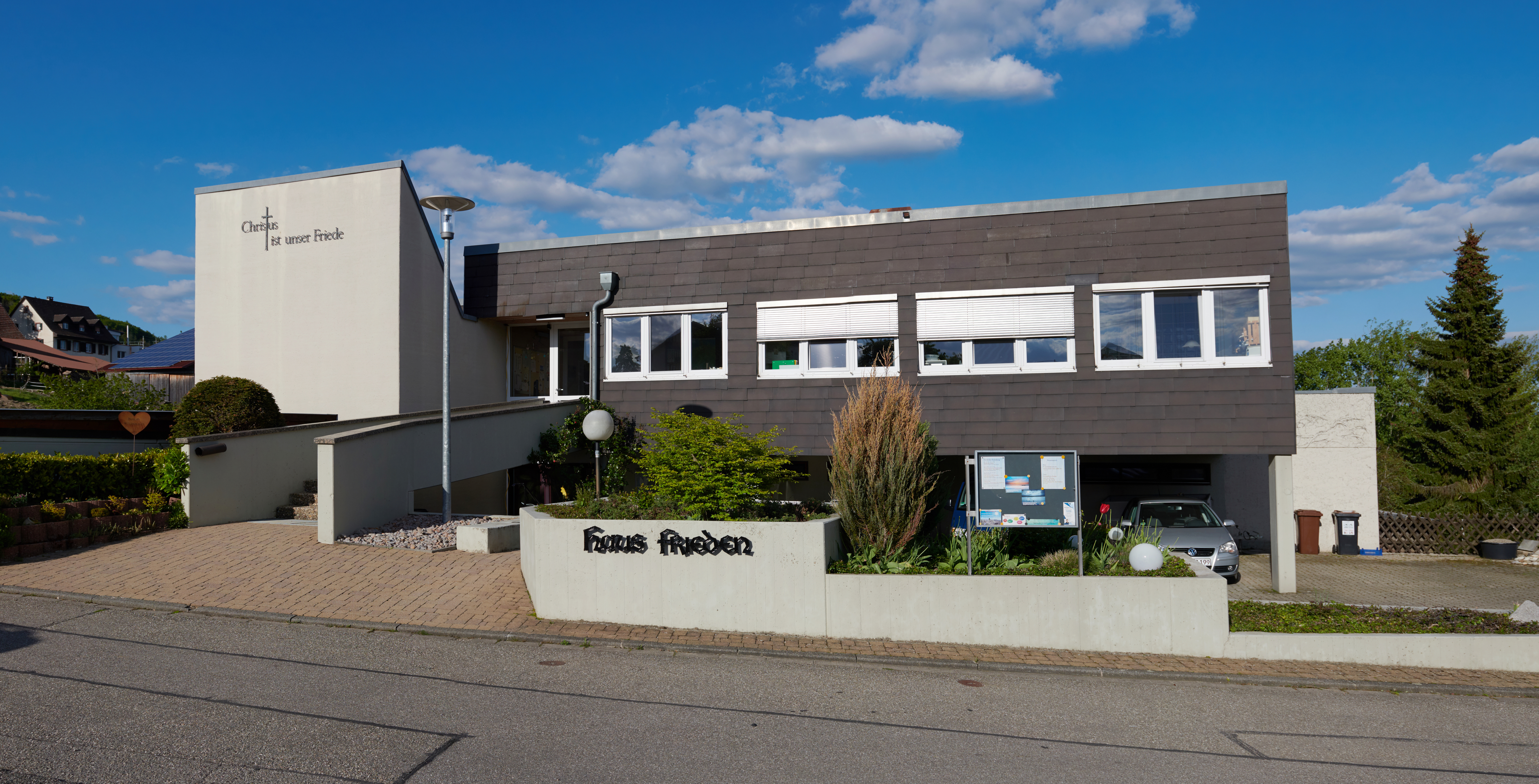
Haus Frieden

Die evangelischen Gemeindemitglieder werden durch die Petrus-Pfarrei in Steinen betreut, deren Petruskirche ebenfalls in Steinen steht. Die mit der Landeskirche verbundene Arbeitsgemeinschaft für Seelsorge e. V. betreibt in Hägelberg seit 1970 das Haus Frieden.
Die katholischen Einwohner werden von der Pfarrgemeinde Steinen-Höllstein-Maulburg betreut. Ihr Gotteshaus ist die Kirche Unbefleckte Empfängnis Mariä in Höllstein.
Die Zugehörigkeit zu den Religionsgemeinschaften verteilte sich in der Vergangenheit wie folgt:
| Religionszugehörigkeit in Hägelberg | Religionszugehörigkeit in Hägelberg | Religionszugehörigkeit in Hägelberg | Religionszugehörigkeit in Hägelberg |
| Jahr                                | Religion                            | Religion                            | Religion                            |
| ----------------------------------- | ----------------------------------- | ----------------------------------- | ----------------------------------- |
|                                     | evangelisch                         | katholisch                          | sonstige                            |
| 1858                                | 100,0 %                             | 0 %                                 | 0 %                                 |
| 1925                                | 98,8 %                              | 1,2 %                               | 0 %                                 |
| 1950                                | 98,2 %                              | 1,8 %                               | 0 %                                 |
| 1961                                | 85,6 %                              | 8,4 %                               | 6,1 %                               |
| 1970                                | 81,2 %                              | 7,8 %                               | 11,0 %                              |

## Infrastruktur und Wirtschaft

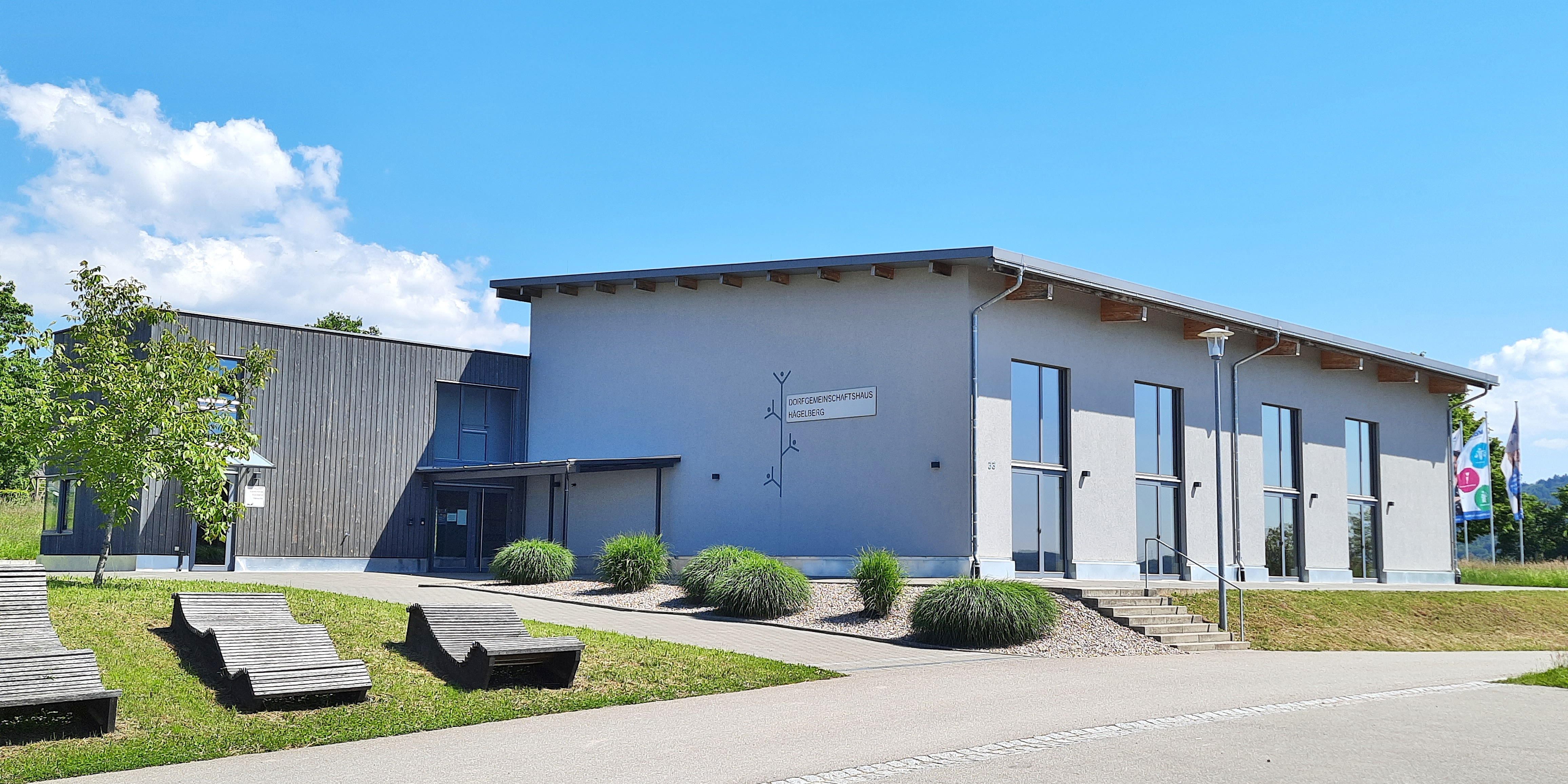
Dorfgemeinschaftshaus Hägelberg.

Seit 2017 hat das Dorf mit dem Dorfgemeinschaftshaus auch eine eigene Festhalle.

### Bildungseinrichtungen
Hägelberg besitzt keine eigenen Schulen. Seit 2006 gibt es am Ort allerdings eine Mathematik-Förderschule. Der Ort verfügt seit 1974 über einen Kindergarten („Berghüsli“).

### Freiwillige Feuerwehr
Die Freiwillige Feuerwehr Steinen unterhält in Hägelberg eine Abteilung mit 22 aktiven Mitgliedern.

### Verkehr
Der Ort ist durch eine Ortsverbindungsstraße nur mit dem Kernort verbunden und hat keine weiteren Straßenverbindungen. 
Der Ort ist über die Buslinie 7305 des Regio Verkehrsverbundes Lörrach (RVL) mit dem S-Bahnhof der Wiesentalbahn in Steinen verbunden.

### Wirtschaft

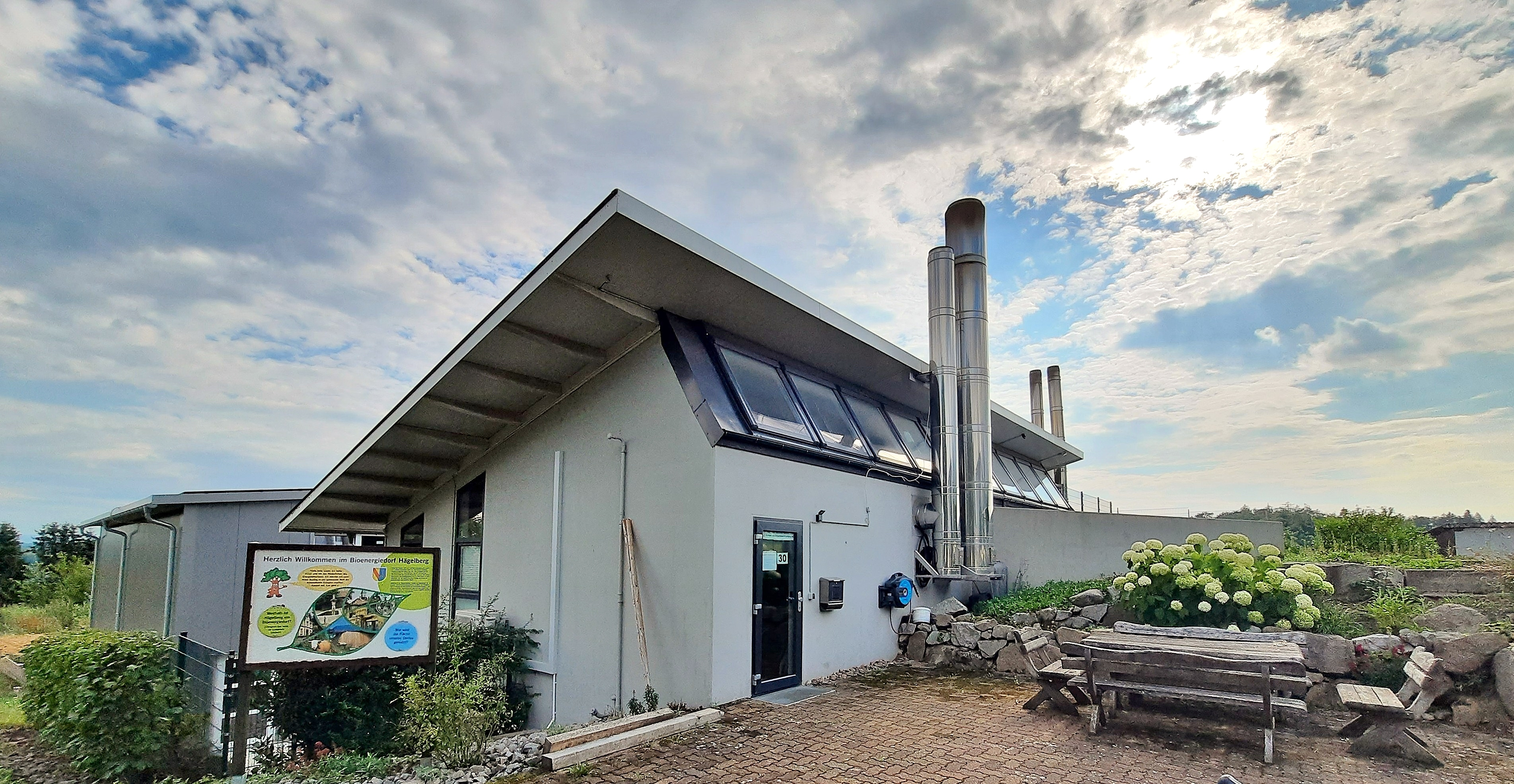
Heizwerk der „Energie aus Bürgerhand Hägelberg eG“ (EABH).

Die Genossenschaft Energie aus Bürgerhand Hägelberg eG (EABH) versorgt über ein lokales Nahwärmenetz von neun Kilometern seit 2011 das Dorf mit Nahwärme die in einer Heizzentrale mit drei Hackschnitzelöfen erzeugt wird.
In Hägelberg sind kleinere Betriebe angesiedelt. Neben einem Lohnunternehmer gibt es Unternehmen für Landschafts- und Gartenbau sowie ein Säge- und Hobelwerk.

## Kultur und Sehenswürdigkeiten

### Ortsbild, Häuser und Einrichtungen

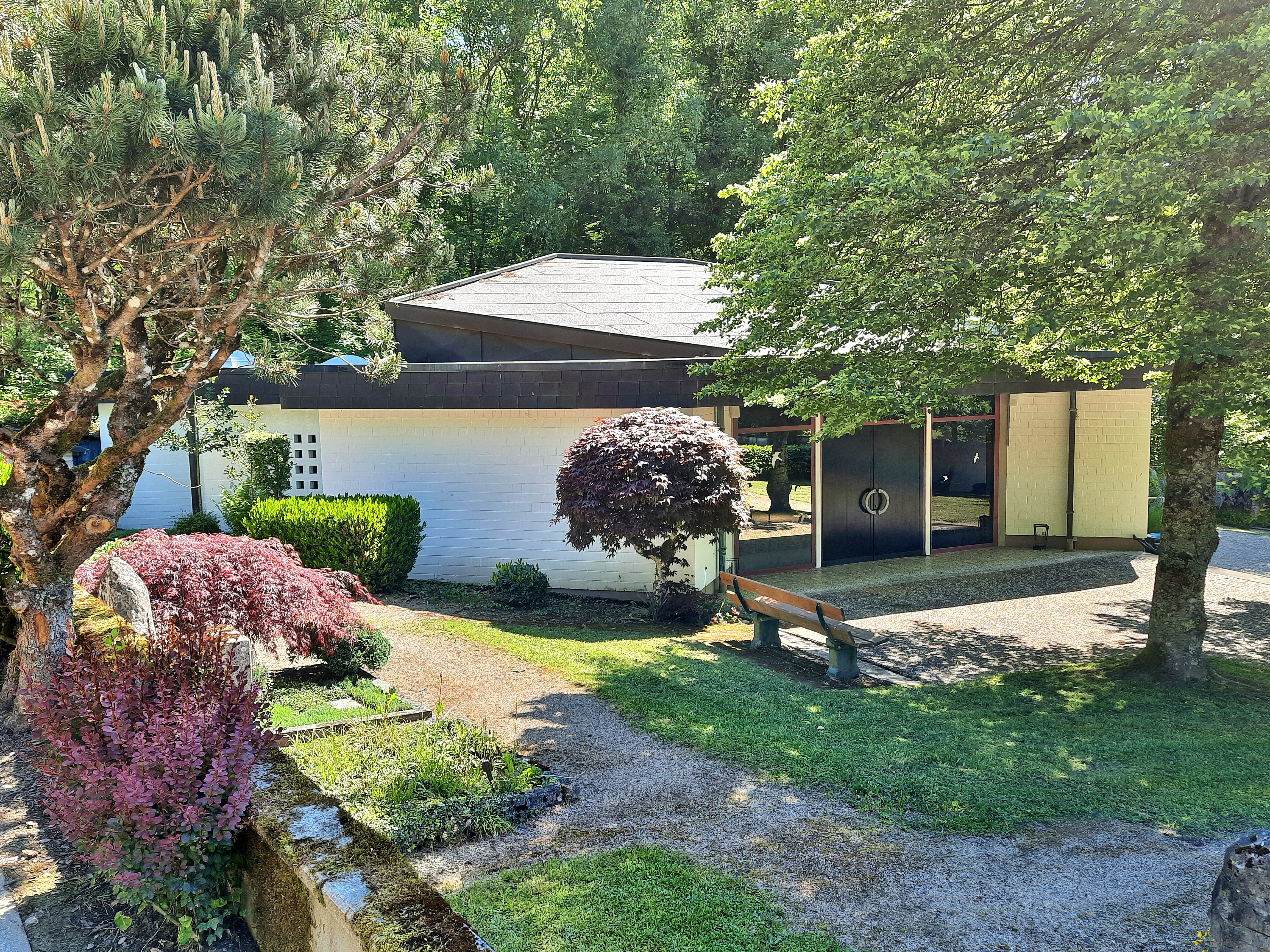
Aussegnungshalle auf dem Friedhof von Steinen-Hägelberg.

Der Ort Hägelberg wird fast ausschließlich bestimmt von meist mit einem Satteldach gedeckten zwei- bis dreigeschossigen Wohnhäusern. Während im Ortskern ältere Bausubstanz vorhanden ist, werden die Häuser zu den Rändern hin, insbesondere zum Neubaugebiet im Westen, moderner. Den Häusern erkennt man teilweise ihre frühere landwirtschaftliche Nutzung an. Lediglich eine Farm im Westen Hägelbergs sowie ein Säge- und Hobelwerk im Inneren der Besiedlungsfläche haben größere Hallen, die sich allerdings von ihrer Höhe dem üblichen Baubestand anpassen.
Einzig das 1969 erbaute, nüchterne aber dezent gestaltete Haus Frieden mit Flachdach am östlichen Besiedlungsrand setzt sich architektonisch etwas ab.
Am östlichen Rand, etwas abseits der Besiedlung, liegt am Waldrand der Friedhof von Hägelberg.

### Festplatz
Eine besondere Bedeutung kommt der oberhalb der Dorfmitte auf 515 m am Waldrand gelegene Festplatz und Aussichtspunkt Zur schönen Aussicht, von welchem man bei klaren Tagen nicht nur eine Aussicht auf das vordere Wiesental, sondern auch auf die Alpen hat. Oberhalb vom Festplatz befindet sich die Waldschänke, ein Vereinsheim, das auch für Anlässe gemietet werden kann. Der Festplatz ist über eine Berg-Stichstraße erreichbar.

Panoramablick vom Aussichtspunkt Zur schönen Aussicht: Hägelberg, etwas weiter entfernt Steinen, dahinter der Dinkelberg

### Vereine
Hägelberg hat ein reges Vereinsleben. Neben der Freiwilligen Feuerwehr mit der Abteilung Hägelberg unterhält die Abteilung einen Fanfarenzug der Freiwilligen Feuerwehr.
Der im Jahr 1911 gegründete Turnverein Hägelberg hat 325 Mitglieder, deren Schwerpunkt Kinder- und Jugendgruppen im Turnen ist. Die Aktivitäten werden in zwölf verschiedenen Sportarten angeboten. 1958 wurde der Trägerverein Arbeitsgemeinschaft für Seelsorge e.V. gegründet, der im „Haus-Frieden“ Ferienaufenthalte, Seminare und Seelsorge anbietet.
Der Kranken- und Altenpflegeverein Hägelberg hat 156 Mitglieder.
Im Jahr 2008 wurde die Fasnachtsclique Düchelstumbe Hägelberg gegründet. An der Gruppe beteiligen sich 25 Narren an diversen Hallenveranstaltungen und Umzügen.

## Persönlichkeiten
- Jakob Glaser (1813–1902), deutsch-schweizerischer Pädagoge, Landwirt, Unternehmer und Mitglied der badischen verfassunggebenden Versammlung von 1849
- Wilhelm Schöpflin (1881–1952), Unternehmer und Gründer des Versandhauses Schöpflin